# 2008 în muzică
- 2007 în muzică — 2008 în muzică — 2009 în muzică

## Evenimente
- 10 februarie: A 50-a ediție a Premiilor Grammy a avut loc la Staples Center,  Los Angeles, California, SUA

## Concertele anului în România
- 12 aprilie: Alphaville, București, Arenele Romane
- 16 mai: Uriah Heep, Satu Mare
- 17 mai: Kylie Minogue, București
- 23 iulie: Metallica, București, stadionul Cotroceni
- 26 iulie: Lenny Kravitz, București, stadionul Cotroceni
- 4 august: Iron Maiden, București, stadionul Cotroceni
- 10 noiembrie: Jean-Michel Jarre, București, Sala Polivalentă

## Decese
- 22 ianuarie: Ștefan Niculescu, compozitor și muzicolog român (n. 1927)
- 13 februarie: Henri Salvador, muzician francez (n. 1917)
- 27 februarie: Ivan Rebroff, cântăreț german (n. 1931)
- 3 martie: Giuseppe Di Stefano, tenor italian (n. 1921)
- 15 septembrie: Richard Wright, muzician, pianist englez, fondator și colaborator al formației Pink Floyd (n. 1943)
- 25 septembrie: Horațiu Rădulescu, compozitor româno-francez (n. 1942)
- 12 noiembrie: Mitch Mitchell, toboșar britanic (The Jimi Hendrix Experience) (n. 1947)